# Forcipomyia psilonota
Forcipomyia psilonota är en tvåvingeart som först beskrevs av Jean-Jacques Kieffer 1911.  Forcipomyia psilonota ingår i släktet Forcipomyia och familjen svidknott. Inga underarter finns listade i Catalogue of Life.